# Drabek Peak
Drabek Peak är en bergstopp i Antarktis. Den ligger i Östantarktis. Nya Zeeland gör anspråk på området. Toppen på Drabek Peak är 2 090 meter över havet.
Terrängen runt Drabek Peak är kuperad åt sydväst, men åt nordost är den bergig. Drabek Peak är den högsta punkten i trakten. Trakten är obefolkad. Det finns inga samhällen i närheten.